# Marquess of Lothian

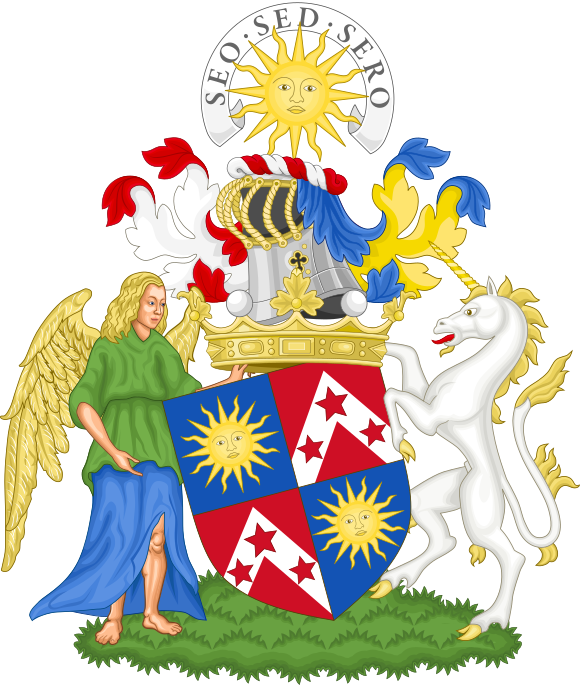
Wappen des Marquess of Lothian

Marquess of Lothian ist ein erblicher britischer Adelstitel in der Peerage of Scotland, benannt nach der schottischen Region Lothian.
Familiensitze der Marquesses sind Melbourne Hall in Derbyshire und Ferniehirst Castle bei Jedburgh in Roxburghshire.

## Verleihung und nachgeordnete Titel

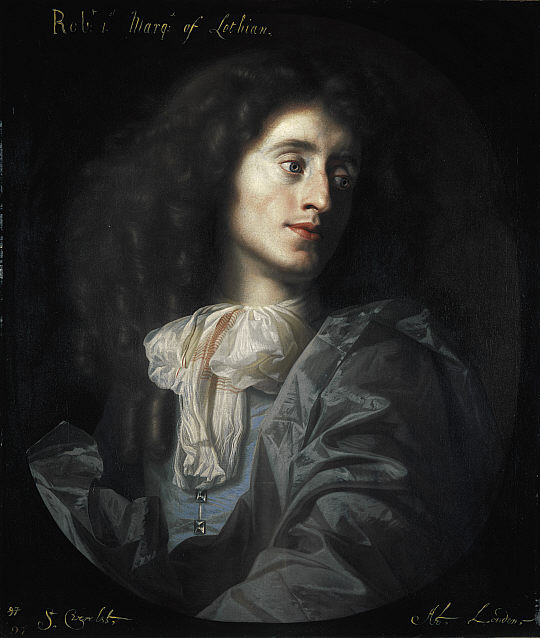
Robert Kerr, 1. Marquess of Lothian

Der Titel wurde am 23. Juni 1701 an Robert Kerr, 2. Earl of Lothian, zusammen mit den nachgeordneten Titeln Viscount of Briene und Lord Kerr of Newbottle, Oxnam, Jedburgh, Dolphinstoun and Nisbet, verliehen.
Von seinem Vater William Kerr, 1. Earl of Lothian, hatte er 1675 die diesem 1631 verliehenen Titel Earl of Lothian und Lord Kerr of Newbottle geerbt, sowie von seinem Onkel, Charles Kerr, 2. Earl of Ancram, 1690 die 1633 geschaffenen Titel Earl of Ancram und Lord Kerr of Nisbet, Langnewtoun, and Dolphinstoun. Der spätere 2. Marquess erbte von seinem Großonkel dritten Grades Robert Kerr, 4. Lord Jedburgh 1692 den 1622 geschaffenen Titel Lord Jedburgh. Dem 6. Marquess wurde am 17. April 1821 der Titel Baron Ker, of Kersheugh in the County of Roxburgh verliehen. Alle genannten Titel gehören zu Peerage of Scotland, mit Ausnahme der letztgenannten Baronie, die zur Peerage of the United Kingdom gehört.
Dem 13. Marquess wurde am 22. November 2010 auch eine Life Peerage mit dem Titel Baron Kerr of Monteviot, of Monteviot in Roxburghshire, verliehen, so dass er einen Sitz im House of Lords innehatte, wozu seine erblichen Titel seit dem House of Lords Act 1999 nicht mehr unmittelbar berechtigten.
Der älteste Sohn des Marquess führt als Heir apparent den Höflichkeitstitel Earl of Ancram und dessen ältester Sohn den Höflichkeitstitel Lord Newbottle.

## Liste der Marquesses of Lothian (1701)
- Robert Kerr, 1. Marquess of Lothian (1636–1703)
- William Kerr, 2. Marquess of Lothian (1661–1722)
- William Kerr, 3. Marquess of Lothian (1690–1767)
- William Kerr, 4. Marquess of Lothian (1713–1775)
- William Kerr, 5. Marquess of Lothian (1737–1815)
- William Kerr, 6. Marquess of Lothian (1763–1824)
- John Kerr, 7. Marquess of Lothian (1794–1841)
- William Kerr, 8. Marquess of Lothian (1832–1870)
- Schomberg Kerr, 9. Marquess of Lothian (1833–1900)
- Robert Kerr, 10. Marquess of Lothian (1874–1930)
- Philip Kerr, 11. Marquess of Lothian (1882–1940)
- Peter Kerr, 12. Marquess of Lothian (1922–2004)
- Michael Kerr, 13. Marquess of Lothian (1945–2024)
- Ralph Kerr, 14. Marquess of Lothian (* 1957)

Heir apparent ist der Sohn des aktuellen Marquess, John Kerr, Earl of Ancram (* 1988).